# 12 Play
| Críticas profissionais | Críticas profissionais |
| Avaliações da crítica  | Avaliações da crítica  |
| Fonte                  | Avaliação              |
| ---------------------- | ---------------------- |
| Allmusic               | [ 1 ]                  |
| The Baltimore Sun      | (mista)                |
| BBC Online             | (favorável)            |
| Chicago Tribune        | [ 4 ]                  |
| Robert Christgau       | (C+)                   |
| Entertainment Weekly   | (C-)                   |
| Los Angeles Times      | [ 7 ]                  |
| Rolling Stone          | [ 8 ]                  |
| Virgin Encyclopedia    | [ 9 ]                  |
| Yahoo! Music           | (favorável)            |

12 Play é o álbum de estréia do cantor de R&B e Soul R. Kelly, lançado pela Jive Records em 9 de Novembro de 1993. O álbum foi lançado após sua saída do grupo de R&B Public Announcement, com quem Kelly lançou o álbum "Born into the 90's" (1992). 12 Play ajudou a estabelecer R. Kelly no cenário musical e atingiu a 2ª posição na Billboard 200, além de permanecer no topo da parada de R&B por nove semanas consecutivas.
O álbum é cheio de temas sexuais e apresenta três singles: "Bump n' Grind" (EUA #1), "Your Body's Callin'" (EUA #13) e "Sex Me, Pts. 1 & 2" (EUA #20). Kelly depois lançou as sequências TP-2.com (2000) e TP-3: Reloaded (2005). Até hoje o álbum já vendeu mais de 7 milhões de cópias mundialmente e foi certificado como disco de platina sextuplo pela RIAA.

## Faixas
Todas as músicas foram escritas por R. Kelly exceto as notadas.
1. "Your Body's Callin'" — 4:38
2. "Bump n' Grind" — 4:16
3. "Homie Lover Friend" — 4:22
4. "It Seems Like You're Ready" — 5:39
5. "Freak Dat Body" — 3:44
6. "I Like The Crotch On You" — 6:37
7. "Summer Bunnies" — 4:14  (R. Kelly, R. Calhoun)
8. "For You" — 5:01
9. "Back To the Hood Of Things" — 3:52  (R. Kelly, A. Young, C. Broadus)
10. "Sadie" — 4:30  (J. Jefferson, B. Hawes, C. Simmons)
11. "Sex Me, Pts. 1 & 2" — 11:27
12. "12 Play" — 5:55

## Créditos
- Todas as músicas foram escritas, produzidas e arranjadas por R. Kelly
- Produção adicional de Timmy Allen em "Your Body's Calling", "Homie Lover Friend", "Summer Bunnies" e "12 Play"
- Produtor executivo: Barry Hankerson